# Gruzja na Zimowych Igrzyskach Olimpijskich 2014
Gruzja na Zimowych Igrzyskach Olimpijskich 2014 – kadra sportowców reprezentujących Gruzję na igrzyskach w 2014 roku w Soczi. Kadra liczyła 4 sportowców.

## Skład reprezentacji

### Łyżwiarstwo figurowe
- Elene Gedewaniszwili

| Konkurencja | Zawodnicy            | PK/TOr | PK/TOr  | PD/TD  | PD/TD   | Suma   | Suma    |
| Konkurencja | Zawodnicy            | Punkty | Miejsce | Punkty | Miejsce | Punkty | Miejsce |
| ----------- | -------------------- | ------ | ------- | ------ | ------- | ------ | ------- |
| Solistki    | Elene Gedewaniszwili | 54.70  | 17.     | 92.45  | 20.     | 147.15 | 19.     |

### Narciarstwo alpejskie

#### Mężczyźni
- Iason Abramaszwili
- Alex Beniaidze

| Konkurencja   | Zawodnik           | Zjazd 1. | Zjazd 1. | Zjazd 2. | Zjazd 2. | Suma    | Miejsce |
| Konkurencja   | Zawodnik           | Czas     | Miejsce  | Czas     | Miejsce  | Suma    | Miejsce |
| ------------- | ------------------ | -------- | -------- | -------- | -------- | ------- | ------- |
| Slalom gigant | Iason Abramaszwili | DNF      | DNF      | DNF      | DNF      | DNF     | DNF     |
| Slalom gigant | Alex Beniaidze     | DNF      | DNF      | DNF      | DNF      | DNF     | DNF     |
| Slalom        | Iason Abramaszwili | 52.59    | 43.      | 1:00.78  | 23.      | 1:53.37 | 22.     |
| Slalom        | Alex Beniaidze     | DNF      | DNF      | DNF      | DNF      | DNF     | DNF     |

#### Kobiety
- Nino Ciklauri

| Konkurencja   | Zawodniczka   | Zjazd 1. | Zjazd 1. | Zjazd 2. | Zjazd 2. | Suma    | Miejsce |
| Konkurencja   | Zawodniczka   | Czas     | Miejsce  | Czas     | Miejsce  | Suma    | Miejsce |
| ------------- | ------------- | -------- | -------- | -------- | -------- | ------- | ------- |
| Slalom gigant | Nino Ciklauri | 1:27.27  | 54.      | 1:28.07  | 50.      | 2:55.34 | 49.     |
| Slalom        | Nino Ciklauri | DNF      | DNF      | DNF      | DNF      | DNF     | DNF     |